# Fusao Hayashi
Pour les articles homonymes, voir Hayashi.
 (septembre 2016).
 (avril 2021).
Le contenu est difficilement compréhensible vu les erreurs de traduction, qui sont peut-être dues à l'utilisation d'un logiciel de traduction automatique.
Fusao Hayashi (林 房雄, 30 mai 1903 - 9 octobre 1975) est le nom de plume d'un romancier et critique littéraire japonais de l'ère Shōwa. Il est connu pour ses premiers écrits associés au mouvement de la littérature prolétarienne, bien qu'il soit plus tard devenu un farouche ultranationaliste. Son nom véritable est Gotō Toshio (後藤寿夫), et il a également utilisé le pseudonyme Shirai Akira.

## Jeunesse
Hayashi Fusao naît dans la préfecture d'Ōita en 1903. Son père, alcoolique, entraîne la faillite de l'épicerie familiale, ce qui contraint sa mère à travailler dans une filature de coton pour fournir un revenu à la famille. Il ne peut terminer ses études secondaires qu'en travaillant comme tuteur à domicile dans la maison d'un riche banquier. Hayashi réussit à obtenir l'admission à la faculté de droit de l'université impériale de Tokyo, où il suit des cours de marxisme, mais il quitte l'école en 1925 pour se consacrer à la politique de gauche et aux arts.

## Carrière littéraire
Hayashi est arrêté au début de 1926 dans le cadre d'un rafle de communistes et de sympathisants communistes présumés au sein des universités dans le cadre des dispositions des lois de préservation de la paix et reste incarcéré pendant dix mois. Sa carrière littéraire commence à sa libération avec la publication d'une nouvelle, Ringo (« Pomme ») dans Bungei Sensen (« Front de bataille littéraire »). Cela marque également le début de son engagement comme membre dirigeant du mouvement de la littérature prolétarienne. Avec d'autres écrivains partageant les mêmes idées, il fonde la « Fédération prolétarienne de l'artiste » en 1927. Cependant, Hayashi est de nouveau arrêté pour ses activités de collecte de fonds pour le parti communiste japonais, et est incarcéré à la prison de Toyotami, en dehors de Tokyo en 1930.
En prison, Hayashi se livre à une autocritique et connaît un revirement idéologique avant sa libération en 1932. Redevenu libre, il se rend à Kamakura et écrit Seinen (« Jeunesse »), rapidement suivi de Bungaku no Tame ni (« Pour la littérature »), Sakka to shite (« Comme un artiste »), thèmes qui refusent la subordination de la littérature à la politique. Hayashi se joint à Hideo Kobayashi, Yasunari Kawabata, Kazuo Hirotsu et d'autres pour publier la revue littéraire grand public Bungakukai (« Monde littéraire ») en 1933. De 1934 à 1935, il réside à Itō, préfecture de Shizuoka, où il compose Roman Shugisha no Techo (« Notes d'un romantique ») en 1935, dans lequel il annonce son éloignement du marxisme.
Hayashi retourne à Kamakura, où il demeure le reste de sa vie, et renonce officiellement à toutes relations avec le mouvement de la littérature prolétarienne en 1936. Au début de la seconde guerre sino-japonaise en 1937, il est envoyé en Chine avec un certain nombre d'autres écrivains de premier plan (dont Eiji Yoshikawa, Nobuko Yoshiya, Kunio Kishida et Tatsuzō Ishikawa) pour être intégré dans l'armée impériale japonaise, afin de rédiger des rapports et des récits soutenant l'effort de guerre.
En 1943, Hayashi parcourt la Corée occupée, le Mandchoukuo et la Chine du nord occupée par le Japon en tant que membre de la « campagne littéraire foyer-front » (Bungei Jugo Undo), groupe organisé pour faire des discours en vue de promouvoir le patriotisme et soutenir la guerre.
Après la Seconde Guerre mondiale et en compagnie d'Ango Sakaguchi, Hayashi créé le terme buraiha en 1947 pour décrire la nouvelle tendance de la littérature japonaise d'après-guerre. Avec des centaines d'autres écrivains, il est l'objet d'une purge par les autorités américaines d'occupation et n'est pas autorisé à publier avant la fin de l'occupation en 1952. Sa femme, Shigeko, qui souffre d'instabilité mentale depuis plusieurs années, se suicide à son domicile à Kamakura en 1952.
Hayashi se tourne alors vers des romans populaires apolitiques avec des thèmes relatifs à la famille, dont Musuko no Seishun (« La Jeunesse de mon fils ») et Tsuma no Seishun (« La Jeunesse de ma femme »).
En 1962, Hayashi publie Dai Toa Senso Kotei Ron, (« La Guerre dans la Grande Asie orientale était une guerre juste ») dans Chūōkōron. L'ouvrage stupéfait ses anciens collègues marxistes avec son apologie du militarisme japonais et du pan-asiatisme au cours de la Seconde Guerre mondiale, et amène une critique cinglante de la gauche pacifiste. La controverse sur ce texte se poursuit encore, des décennies après sa publication.
Yukio Mishima considère Hayashi Fusao comme son mentor, même si les deux se brouillent après une rencontre en 1966, et Mishima se montre plus tard très critique de Hayashi dans un texte publié en 1971.
Hayashi continue d'écrire jusqu'à sa mort en 1975. Sa tombe se trouve au Hōkoku-ji à Kamakura.

### Dai Toa Senso Kotei Ron
Hayashi écrit Dai Toa Senso Kotei Ron à l'occasion de la commémoration du centième anniversaire de la restauration de Meiji. Le texte est immédiatement l'objet d'une très intense controverse lors de sa publication dans le magazine littéraire Chūōkōron et sert de modèle pour les historiens révisionnistes ultérieurs. Les prémisses de Hayashi peuvent être ainsi résumées :
1. La guerre de l'Asie-Pacifique ne peut pas être séparée du processus de modernisation japonaise entamée à la fin de l'époque d'Edo.
2. La modernisation japonaise était une réaction de défense contre l'agression occidentale manifestée par la colonisation de l'Asie.
3. L'annexion de la Corée et l'invasion de la Chine et de l'Asie du Sud-Est étaient nécessaires pour contenir l'impérialisme occidental et sont devenues les catalyseurs pour la libération nationale asiatique.
4. Le Japon n'était pas un État impérialiste au sens leniniste du terme.
5. Dans le processus de modernisation, le Japon n'a pas adopté l'impérialisme agressif au sens européen.
6. Le système de l'empereur du Japon n'est pas une institution fasciste, il est basé sur un fondement ethnique et culturel.

Pour Hayashi le véritable ennemi des nations de l'Asie sont les États-Unis, tout comme les États-Unis ont été un ennemi du Japon depuis les cent dernières années. Bien qu'Hayashi reste désolé des souffrances causées par l'invasion japonaise de l'Asie, il soutient le point de vue selon lequel la guerre a libéré non seulement le Japon, mais aussi le reste de l'Asie de la domination occidentale.

## Principaux ouvrages
- Seinen (青年), 1932
- Bungaku no Tame ni (文学のために), 1932
- Sakka to shite (作家として), 1932
- Rōman Shugisha no Techō (浪漫主義者の手帖), 1935
- Musuko no Seishun (息子の青春), roman
- Tsuma no Seishun (妻の青春), roman
- Yotsu no Moji, Kurzerzählung, 1949
- Dai-Tōa Sensō Kōtei Ron (大東亜戦争肯定論), 1964